# The Night Snails and Plastic Boogie
The Night Snails and Plastic Boogie (夜行性のかたつむり達とプラスチックのブギー, Kōsei no Katatsumuri-tachi to Purasuchikku no Bugī) é o segundo álbum de estúdio da banda japonesa The Yellow Monkey e o primeiro em uma grande gravadora, tendo sido lançado em 21 de junho de 1992 pela Columbia.
Assim como o single "Romantist Taste", um caracol (snail) aparece na foto de capa. Idealizada e modelada pelo vocalista  Yoshii, a foto foi inspirada na capa de Aladdin Sane, álbum de David Bowie.

## Desempenho comercial
The Night Snails and Plastic Boogie teve um desempenho desfavorável. Alcançou a 79° posição nas paradas da Oricon Albums Chart e permaneceu por duas semanas.

## Faixas
| N.º            | Título                                                                     | Duração |  |
| 1.             | "Song for Night Snails"                                                    | 3:47    |  |
| 2.             | "Subjective Late Show"                                                     | 4:15    |  |
| 3.             | "Oh! Golden Boys"                                                          | 3:39    |  |
| 4.             | "Neurotic Celebration"                                                     | 3:42    |  |
| 5.             | "Chelsea Girl"                                                             | 2:57    |  |
| 6.             | "Unpleasant 6th Avenue" (Fuyukaina 6-ban Machi e 不愉快な6番街へ)          | 4:45    |  |
| 7.             | "This Is For You"                                                          | 5:34    |  |
| 8.             | "Foxy Blue Love"                                                           | 4:46    |  |
| 9.             | "Pearl Light Of Revolution" (Shinju-iro no Kakumei Jidai 真珠色の革命時代) | 6:47    |  |
| 10.            | "Romantist Taste"                                                          | 5:08    |  |
| 11.            | "Walkin' In Sunshine"                                                      | 5:29    |  |
| Duração total: | Duração total:                                                             | 50:55   |  |

## Créditos
- Kazuya "Lovin" Yoshii (吉井和哉) – vocais, guitarra
- Hideaki "Emma" Kikuchi (菊地英昭) – guitarra, vocais de apoio
- Yoichi "Heesey" Hirose (廣瀬洋一) – baixo, vocais de apoio
- Eiji "Annie" Kikuchi (菊地英二) – bateria